# Tarphius rufonodulosus
Tarphius rufonodulosus é uma espécie de escaravelho endêmico da ilha de Santa Maria no arquipélago dos Açores, Portugal. É chamado de Ironclad Beetle (em inglês e Escaravelho-cascudo-da-mata em português.
A espécie é particularmente abundante nas copas de árvores nativas (por exemplo, Picconia azorica) e sob a casca de árvores mortas, tanto em florestas nativas quanto exóticas (dominadas por Acacia sp. e Cryptomeria japonica). Esta espécie tem uma faixa altitudinal entre 200 e 500 m. É uma espécie fungívora noturna.
Possui extensão de ocorrência (EOO) de 28 km² e área de ocupação (AOO) de 28 km². Há um declínio contínuo na EOO, AOO, extensão e qualidade do habitat, bem como no número de indivíduos maduros como resultado das invasões de plantas não nativas.
Esta espécie não está protegida por leis de conservação.